# Ion Coman
Ion Coman (n. 25 martie 1926, comuna Asan-Aga, județul Teleorman) este un politician comunist român, fost general-colonel degradat prin hotărâre judecătorească în 1991, care a îndeplinit funcțiile de șef al Marelui Stat Major al Armatei Române (1974-1976), ministru al apărării naționale (1976-1980), deputat în Marea Adunare Națională (1965 - 1989) și secretar al C.C. al P.C.R. 

## Biografie
Ion Coman s-a născut la data de 25 martie 1926, în comuna Asan-Aga. A urmat Școala Industrială din București și apoi Școala Divizionară de la Arad. Devine activist în cadrul Uniunii Tineretului Muncitor și este trimis la studii la universitățile de marxism-leninism din București și Cluj, unde își însușește cunoștințe în domeniul filozofiei și materialismului dialectic (1954-1957). 
În anul 1959, Ion Coman devine student la Facultatea de Comandă și Stat Major din cadrul Academiei Militare din București, ale cărei cursuri le-a absolvit ca șef de promoție. Este încadrat apoi ca ofițer în Direcția Superioară Politică a Armatei (DSPA), alternând răspunderile din cadrul organelor de partid cu cele din statele majore.
La data de 17 iunie 1962, este numit în funcția de prim-locțiitor al șefului Marelui Stat Major, apoi a îndeplinit funcțiile de comandant al Armatei a III-a, dislocată la Cluj (25 noiembrie 1964 - 17 iunie 1965) și adjunct al ministrului forțelor armate și secretar al Consiliului Politic Superior al Armatei (1965-1974). În anul 1965 a devenit membru al CC al PCR. A fost înaintat la gradul de general-colonel (cu 3 stele) la 6 mai 1971.
În perioada 29 noiembrie 1974 - 16 iunie 1976, generalul-colonel Ion Coman a îndeplinit funcția de șef al Marelui Stat Major al Armatei Române și prim-adjunct al ministrului apărării naționale. În calitate de șef al Marelui Stat Major, el a contribuit la consolidarea structurilor din domeniul înzestrării armatei cu tehnică din producția internă, iar în planul instruirii trupelor a propus renunțarea la schemele rigide și la practicile ineficiente. Generalul Coman a fost primul șef de stat major dintr-o țară est-europeană care a fost primit la Casa Albă de către un președinte al Statelor Unite ale Americii (Gerald Ford) (martie 1976).  În anul 1975, Ion Coman a fost reales ca membru al Consiliului de Stat al R.S. România.
După un an și jumătate cât a îndeplinit funcția de șef al Marelui Stat Major, la data de 16 iunie 1976, generalul-colonel Ion Coman a fost numit în funcția de ministru al apărării naționale, pe care a îndeplinit-o până la 29 martie 1980. 
Începând din anul 1980, îndeplinește funcții importante în organele de conducere ale PCR, fiind secretar al Comitetului Central și șef al secției militare și juridice (1980-1989) și deputat în Marea Adunare Națională în sesiunile din perioada 1965 - 1989. 
Este căsătorit și are un copil.

## Activitatea în Revoluție și judecarea sa
În decembrie 1989, generalul-colonel Ion Coman îndeplinea funcția de secretar al C.C. al P.C.R. După începerea evenimentelor de la Timișoara, Nicolae Ceaușescu a convocat o ședință a Comitetului Politic Executiv al PCR, în care toți demnitarii comuniști prezenți au fost de acord ca demonstrațiile să fie înăbușite cu arme de foc. La data de 17 decembrie 1989, orele 15,30, a fost trimisă la Timișoara o delegație de generali din Ministerul Apărării Naționale și Ministerul de Interne, formată din generalii Ion Coman, Ștefan Gușă, Victor Atanasie Stănculescu, Mihai Chițac, Constantin Nuță, Mihalea Velicu și coloneii Filip Teodorescu și Gabriel Anastasiu. Ion Coman a fost numit comandant unic pentru Timișoara. 
În seara zilei de 17 decembrie 1989, trupele Ministerului Apărării Naționale au tras cu arme de foc la Timișoara, murind peste 50 de oameni și fiind operate câteva sute de arestări, între care și minori. 
La 22 decembrie 1989, generalul Coman a fost arestat și judecat pentru faptele sale, apoi condamnat și ulterior grațiat. 
Astfel, prin Sentința nr. 6 din 9 decembrie 1991 a Curții Supreme de Justiție, Secția militară, a fost condamnat la 20 ani închisoare și degradare militară pentru infracțiunea de omor deosebit de grav și 10 ani închisoare pentru tentativă la infracțiunea de omor deosebit de grav. S-a dispus ca inculpatul Ion Coman să execute pedeapsa închisorii cea mai grea, cu adăugarea unui spor de 5 ani, în total 25 ani închisoare, precum și interzicerea timp de 10 ani a drepturilor și degradare militară. 
Atât Parchetul Militar, cât și inculpatul au formulat recurs, iar Curtea Supremă de Justiție prin Decizia nr. 30 din 6 iunie 1997 a casat sentința din 1991 și i-a redus pedeapsa pentru infracțiunea de omor deosebit de grav de la 20 ani închisoare la 15 ani închisoare, iar pentru infracțiunea de tentativă la infracțiunea de omor deosebit de grav de la 10 ani închisoare la 8 ani închisoare. Conform Codului Penal, el urma să execute pedeapsa cea mai grea de 15 ani închisoare, 10 ani interzicerea drepturilor civile, precum și degradarea militară. .
Prin Decretul 588/11 decembrie 2000, semnat de către președintele României Emil Constantinescu, Ion Coman a fost grațiat de restul rămas neexecutat din pedeapsa cu închisoarea . În total, el a executat în detenție 3 ani, 3 luni și 10 zile.
Foarte activ în mijloacele de informare în masă din România în a prezenta propria versiune despre revoluția din 1989, Ion Coman a publicat și două cărți despre acest subiect.

## Decorații
- Ordinul „23 August” clasa a V-a (12 august 1959) „pentru contribuție activă la întărirea regimului democrat-popular”[8]
- Ordinul „23 August” clasa a IV-a (10 august 1964) „pentru merite deosebite în opera de construire a socialismului, cu prilejul celei de a XX-a aniversări a eliberării patriei”[9]
- Ordinul „Tudor Vladimirescu” clasa a III-a (30 aprilie 1966) „cu prilejul celei de-a 45-a aniversări de la înființarea Partidului Partidului Comunist din România, pentru merite deosebite în opera de construire a socialismului”[10]
- titlul de Erou al Muncii Socialiste (7 mai 1981) „pentru rezultatele obținute în îndeplinirea cincinalului 1976–1980, pentru contribuția deosebită adusă la înfăptuirea politicii Partidului Comunist Român de făurire a societății socialiste multilateral dezvoltate în patria noastră, cu prilejul aniversării a 60 de ani de la făurirea Partidului Comunist Român”[11]
- Medalia comemorativă „A 40-a aniversare a revoluției de eliberare socială și națională, antifascistă și antiimperialistă” (20 august 1984) „pentru contribuția deosebită adusă la înfăptuirea politicii Partidului Comunist Român de făurire a societății socialiste multilateral dezvoltate în patria noastră, cu prilejul celei de-a 40-a aniversări a revoluției de eliberare socială și națională, antifascistă și antiimperialistă”[12]
- Ordinul „Steaua Republicii Socialiste România” clasa I (10 octombrie 1986) „pentru contribuția adusă la înfăptuirea politicii partidului și statului de făurire a societății socialiste multilateral dezvoltate în patria noastră, cu prilejul împlinirii vîrstei de 60 de ani”[13]

## Lucrări publicate
- România în războiul de independență 1877-1878 (Ed. Militară, 1977) - coautor
- Etica comunistă și conduita militară (Ed. Militară, 1978)
- Apărarea națională în concepția Partidului Comunist Român (1982)
- Concepția politico-militară a tovarășului Nicolae Ceaușescu privind apărarea independenței patriei noastre socialiste (Ed. Militară, 1983) - coautor
- Timișoara. Zece ani de la sângerosul decembrie 1989 (Ed. Sylvi, București, 2000)
- Omul se duce, faptele rămân, istoria însă le va judeca (Ed. Meteor Press, București, 2007) - coautor

## Citate
„Am considerat că este inadmisibil ca un militar să se teamă de propriul său comandant mai mult decât de prezumtivul dușman de pe câmpul de luptă.”—Ion Coman